# عمارة النهضة الدينية التبشيرية

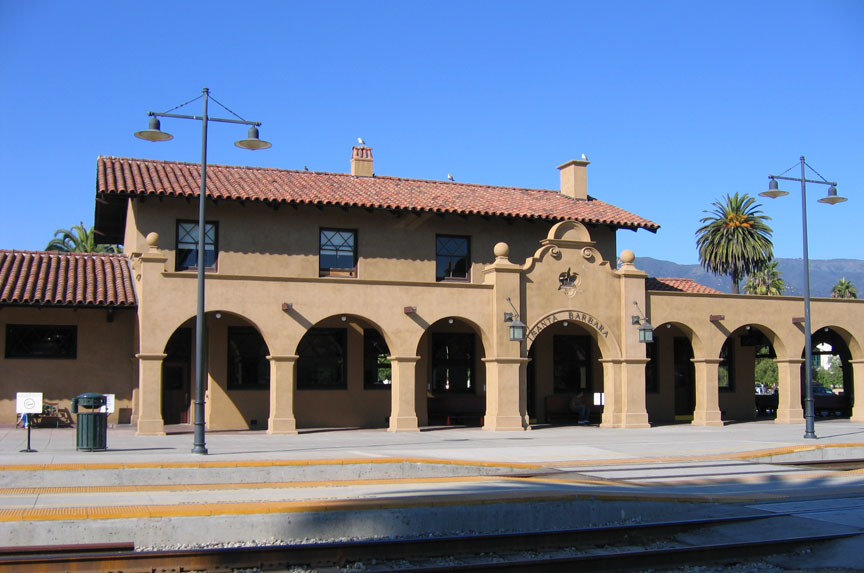
محطة سانتا باربرا التي بنيت عام 1902 في سانتا باربرا بكاليفورنيا، وهي مثال لمستودع السكك الحديدية على أسلوب عمارة النهضة الدينية التبشيرية.

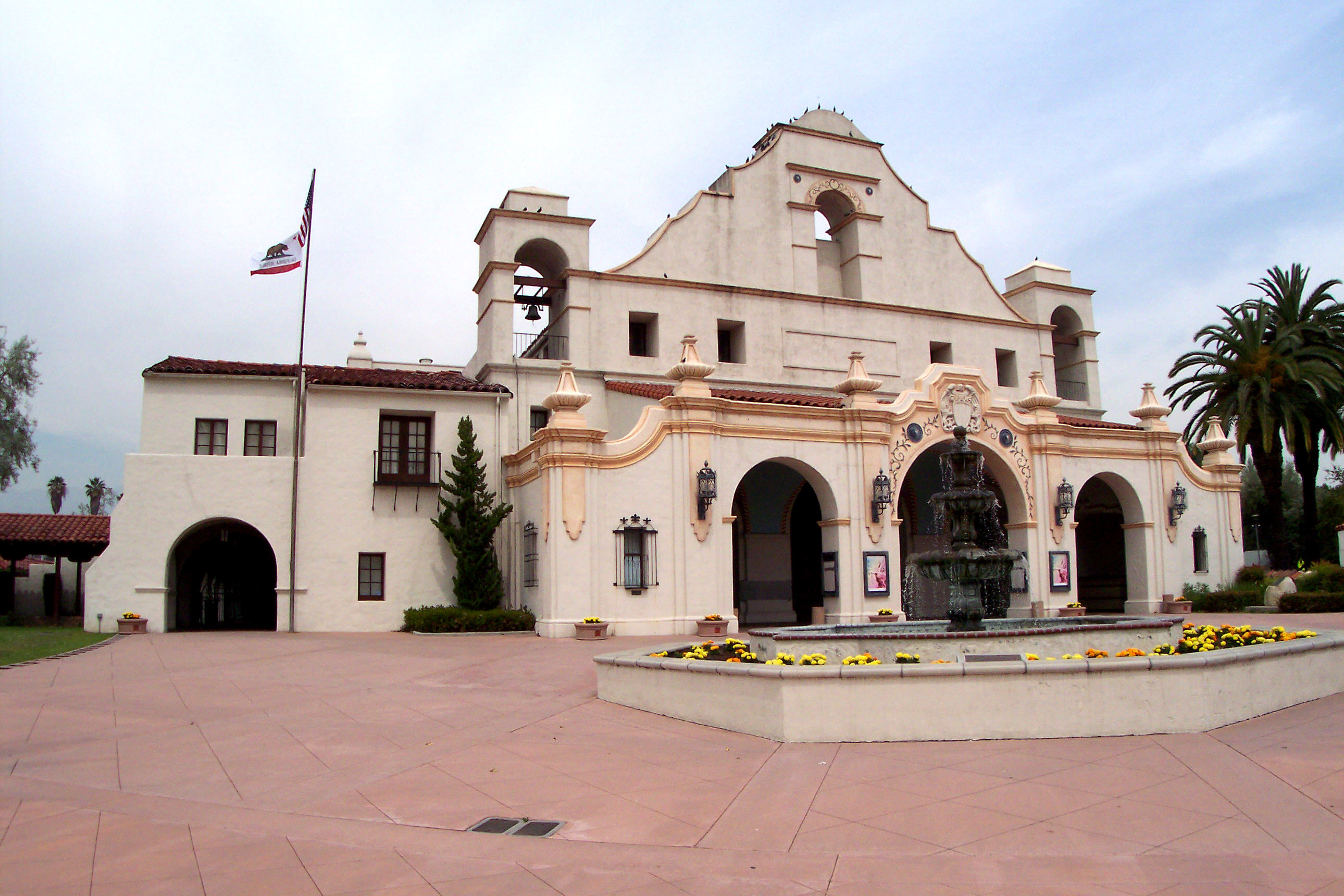
قاعة سان غابرييل سيفيك (1927)، سان غابريل، كاليفورنيا

طراز النهضة الدينية التبشيرية: هي حركة معمارية بدأت في أواخر القرن التاسع عشر من طراز إحياء العمارة الاستعمارية وإعادة تفسيرها واستُلهمت من البعثات الإسبانية في كاليفورنيا في أواخر القرن الثامن عشر وبداية القرن التاسع عشر. يُطلق عليها أحيانًا النهضة الدينة التبشيرية الكاليفورنية، خاصة عند استخدامها في مكان آخر، كما هو الحال في نيومكسيكو حيث كان هناك في الماضي نهضات إسبانية أخرى لكنها لم تكن متشابهة معماريًا.
تمتعت حركة النهضة الدينية التبشيرية بشعبية كبيرة بين عامي 1890 و 1915، في العديد من البنى السكنية والتجارية والمؤسساتية –خاصة المدارس ومحطات السكك الحديدية– التي استخدمت هذا الطرز المعماري الذي يمكن التعرف عليه بسهولة.

## التأثيرات
تشترك جميع نهضات الرهبنة الفرنسيسكانية في كاليفورنيا العليا الـ 21 (التي تأسست عام 1769-1823)، بما في ذلك معابدها وبُناها الداعمة، بخصائص تصميم معينة. ظهرت هذه القواسم المشتركة لأن مبشري الرهبنة الفرنسيسكانية جاءوا من نفس أماكن الخدمة السابقة في إسبانيا ومستعمرة مكسيكو سيتي في إسبانيا الجديدة. كانت المباني الدينية في إسبانيا الجديدة التي رآها واقتدى بها الفرانسيسكان المؤسسون على الطراز الاستعماري الإسباني، والتي اشتقت بدورها من نماذج عصر النهضة والباروك في إسبانيا. بالإضافة إلى ذلك، إن تسببت المحدودية في توفر مواد البناء والطوب وتنوعها بالقرب من مواقع البعثة أو استيرادها إلى كالفورنيا العليا في الحد من خيارات التصميم. وأخيراً، كان للمبشرين وسكان كاليفورنيا الأصليين الحد الأدنى من مهارات البناء والخبرة في التصاميم الأوروبية.

## أمثلة

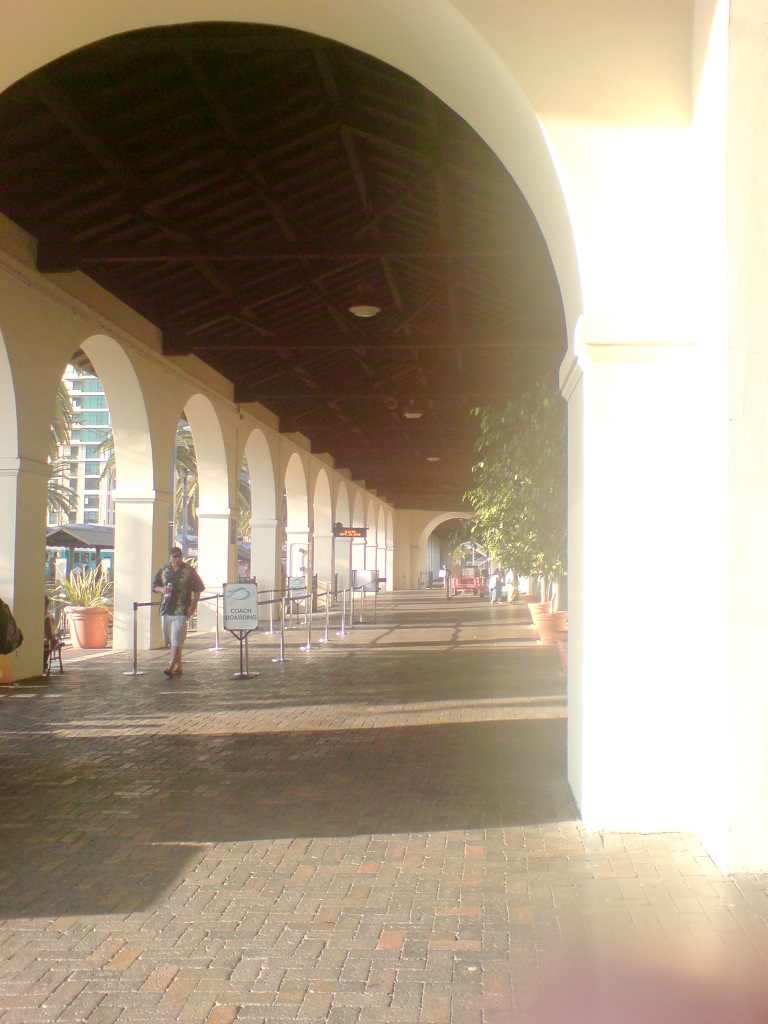
رواق مقنطر في محطة الاتحاد، سان دييغو،كاليفورنيا

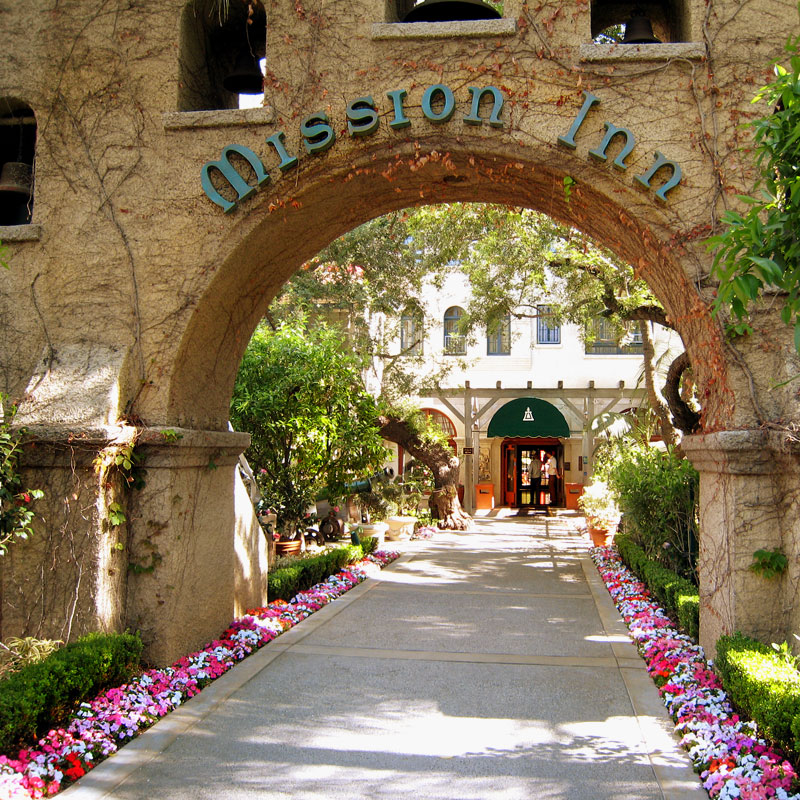
بوابة دخول فندق ميشن إن.

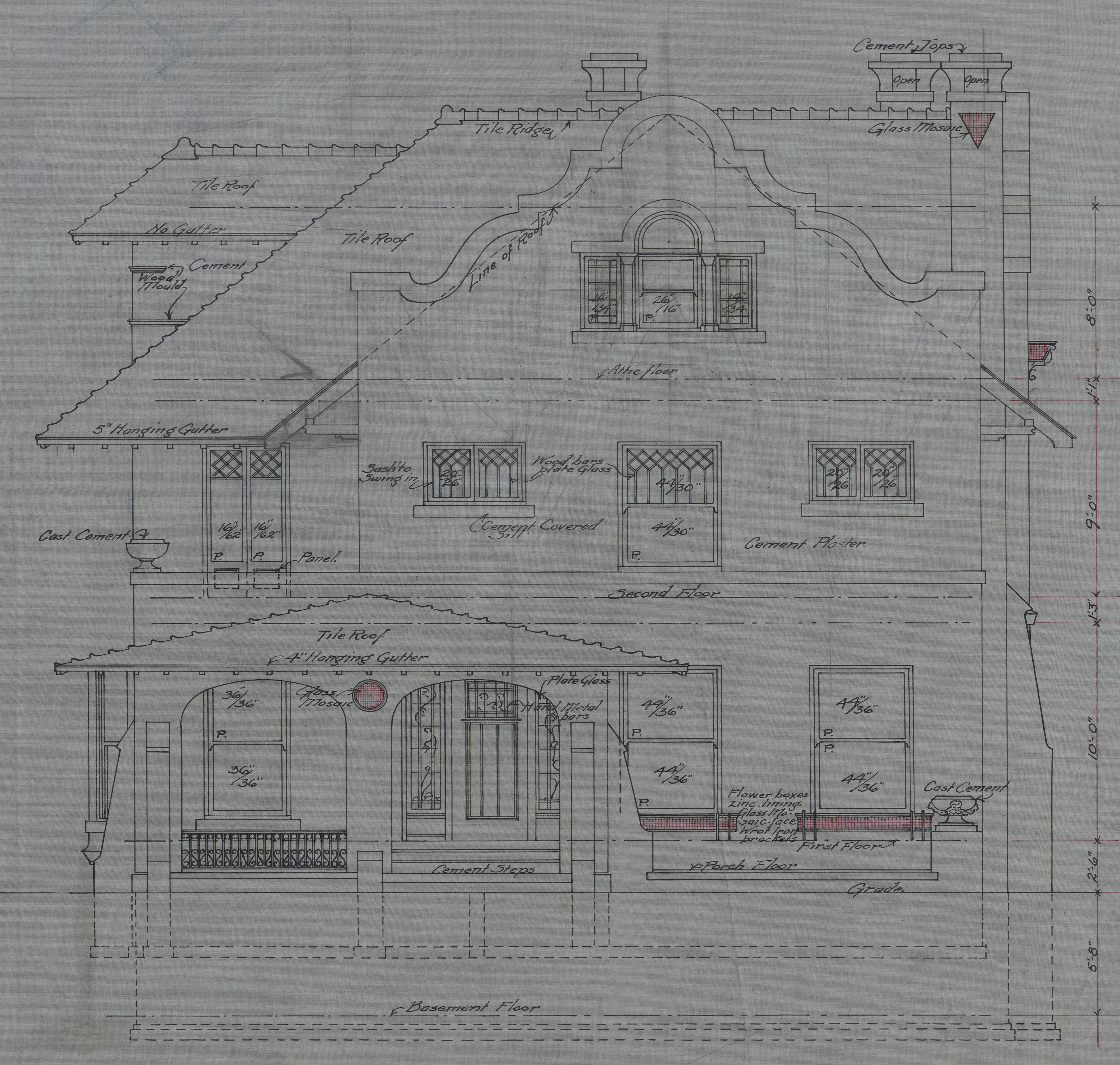
منزل ويليام موريسون في توليدو، أوهايو، صُمم على طراز إحياء البعثة في عام 1906

يعد فندق ميشن إن في كاليفورنيا الجنوبية واحدًا من أكبر مباني طراز النهضة الدينية التبشيرية في الولايات المتحدة. يقع في ريفرسايد، ورُمم بالكامل.
من المباني الأخرى التي بُنيت على طراز النهضة الدينية التبشيرية
- فندق كاستانييدا، وهو من سلسلة هارفي هاوس في لاس فيغاس، نيومكسيكو، بُني في 1 يناير 1899. كان أول مبنى على طراز النهضة الدينية التبشيرية في نيومكسيكو، للمهندسين المعماريين فريدريك رويريغ، وإيه رينش.[4]
- فندق ألفرادو، ألباكركي نيومكسيكو، أنجزت في عام 1902 لسلسلة فريد هارفي. هُدمت في عام 1970، ومنذ ذلك الحين استُبدلت لتصبح نقليات ألفرادو، الذي كان أيضًا على غرار طراز النهضة الدينية التبشيرية.[5]
- فندق ومطعم أروهيد سبرينغز، في جبال سان برناردينو، جنوب كاليفورنيا، (1939)، (النهضة الحديثة)، للمهندس المعماري بول ويليامز، والديكور الداخلي دوروثي درابر.
- كلية بروفي التحضيرية، في فينيكس، أريزونا.
- فندق بونس دي ليون، في سانت بيترسبرغ، فلوريدا، اكتمل في عام 1922.[6]
- محطة كالينتي للسكك الحديدية، في كاليينتي، نيفادا، اكتمل عام 1923.
- كنيسة أكاديمية ماري لويس في مجمعات جامايكا، نيويورك، اكتملت في عام 1937.
- جامعة كاليفورنيا المعمدانية، في ريفرسايد، كاليفورنيا، بُنيت المباني المدرسية الأصلية لنيبورز وودكرافت، اكتملت في عام 1921.
- مستشفى إليزابيث بارد التذكاري، في داونتاون فينتورا، كاليفورنيا، اكتمل في عام 1902.[7]